# Eva Falk
Pour les articles homonymes, voir Falk.
Eva Falk est une actrice pornographique hongroise née le 23 février 1972. Elle est divorcée à Roberto Malone, également acteur pornographique. Ils ont joué pour la première fois ensemble en 1996 dans Triple X 10.
Elle est active de 1995 à 2009 et s'est produite aussi sous les noms d'Eva Falchi et Eva Fever.

## Filmographie
La liste complète des films américains d'Eva Falk peut être consultée sur IAFD.